# 23rd Infantry Division (Vereinigte Staaten)

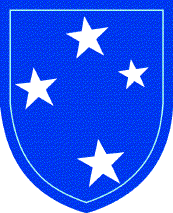
Schulterabzeichen der Americal Division

Die 23rd Infantry Division (deutsch 23. US-Infanteriedivision) war eine Division der US-Army, die ursprünglich im Zweiten Weltkrieg unter dem Namen Americal Division  (für American, New Caledonian Division) aufgestellt und während des Pazifikkriegs auf den Salomonen und den Philippinen eingesetzt wurde. Nach ihrer Deaktivierung 1945 wurde die Division für einen eineinhalbjährigen Kurzeinsatz in Panama reaktiviert und 1956 erneut aufgelöst. 1967 stellte die US-Armeeführung die Division für den Vietnamkrieg neu auf. Dort führte sie bis 1971 Operationen im Chu-Lai-Gebiet durch.

## Zweiter Weltkrieg

Einheitsabzeichen der Americal Division

Als nach dem japanischen Angriff auf Pearl Harbor am 7. Dezember 1941 die USA in den Zweiten Weltkrieg eintraten, beschloss das militärische Oberkommando, zusätzliche Verbände für den Einsatz im Pazifikraum zu bilden. Nachdem Japan die Philippinen, Teile Südostasiens und viele pazifische Inseln besetzt hatte, sollte eine weitere Expansion gestoppt werden.
Am 14. Januar 1942 wurde die Einsatzgruppe 6814 im New Yorker Hafen aktiviert und unter das Kommando von Brigadegeneral Alexander M. Patch gestellt. Ihr Einsatzziel war der Pazifik, speziell die Insel Neukaledonien. Die Gruppe erreichte den Hafen von Nouméa am 12. März. Der Einsatzbefehl lautete, Neukaledonien gegen jeden japanischen Übergriffsversuch zu verteidigen.
Das 164. Infanterieregiment löste am 19. April die beiden Regimenter 132 und 182 der Einsatzgruppe 6184 ab. Zusätzlich wurde Feldartillerie angelandet. Anschließend durchliefen die Einheiten eine Reorganisation.

### Gründung der Division
Die Americal Division wurde am 24. Mai auf Neukaledonien gegründet. Sie war die einzige amerikanische Division, die nicht mit einer Nummer gekennzeichnet wurde.
Nach der Erfüllung ihrer Aufgaben lösten neue Kräfte der Einsatzgruppe 6814 die Americal Division ab, deren 164. Infanterieregiment nach Guadalcanal verlegt wurde.

### Salomonen

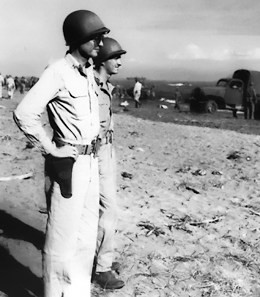
Major General Alexander M. Patch, Jr. beobachtet die Ankunft der Truppen auf Guadalcanal

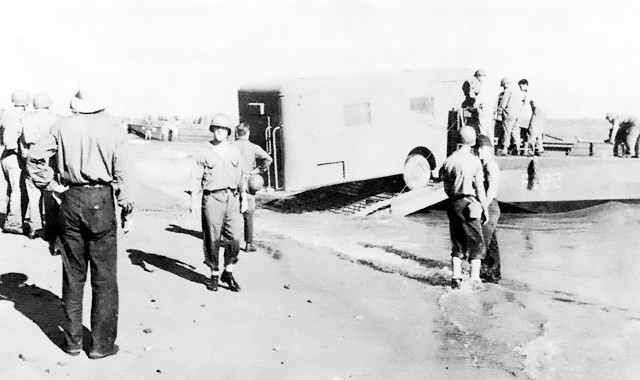
Die Americal Division lädt Nachschub am Strand von Kukum auf Guadalcanal ab

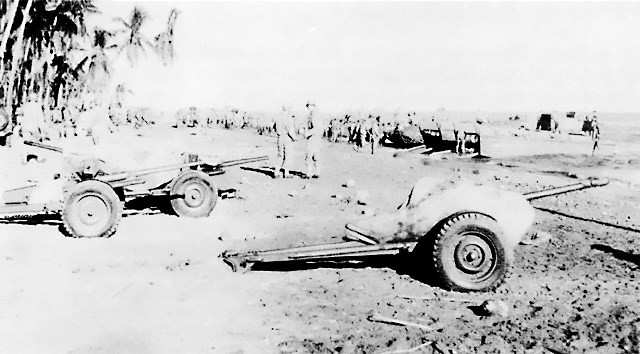
Zu den an Land gebrachten Waffen gehören auch leichte bis mittlere Artilleriegeschütze

Die Salomoneninsel Guadalcanal wurde am 13. Oktober von den ersten Einheiten erreicht. Dort griff die Americal Division das erste Mal ernsthaft in das Kampfgeschehen des Pazifikkriegs ein, als Japaner am 26. Oktober die Positionen des 2. und 3. Bataillons des 164. Regiments angriffen, um zum Flugplatz Henderson Field durchzubrechen. Nach zwei schweren Kampftagen setzten sich die Truppen der Americal Division durch und die japanische Armee zog sich unter Verlusten von rund 1.000 Mann zurück.
Nachdem die komplette Division am 12. November auf Guadalcanal angekommen war, beteiligten sie sich an der Offensive westlich des Matanikau-Flusses. Anfang Dezember übernahm sie dann die volle Kontrolle über alle Kampfplätze auf der Insel. Damit löste sie die 1. US-Marinedivision ab.
Schwere Kämpfe um die starke japanische Position am Berg Austen bestimmten das Ende des Jahres, jedoch konnte der Berg von den Japanern gegen die starken amerikanischen Kräfte nicht gehalten werden und fiel bei einem Sturmangriff.
Im Hauptquartier des XIV. Korps planten die Generale Alexander M. Patch und Edmund Sebree, der zu Jahresbeginn General Patch als Kommandeur der Americal Division abgelöst hatte, eine Großoffensive zur Einnahme der noch besetzten Gebiete der Insel. Land- und Seeeinheiten setzten sich in Richtung Westen in Bewegung um das Areal bei Kokumbona zu erobern. Truppenteile des 132. Infanterieregiments erreichten auf dem Seeweg Verahue, um den Japanern in den Rücken zu fallen. Am 9. Februar vereinten sich die amerikanischen Einheiten am Tenamba-Fluss und Guadalcanal war komplett in ihrer Hand.
Zur Verteidigung der Fidschi-Inseln wurden am 1. März große Teile der Americal Division dorthin verlegt, da die Inseln einen wichtigen Kommunikationspunkt zwischen den USA und den im Pazifik kämpfenden Truppen darstellten. Im Mai übernahm General John R. Hodge das Kommando. Die Division nutzte die Zeit auf Fidschi zu Trainingszwecken und besetzte Beobachtungsposten und Aufklärungspatrouillen.
Gegen Jahresende 1943 erreichte die Division ein Alarmruf zum Einsatz auf Bougainville in den nördlichen Salomonen. Im frühen Januar 1944 löste die Division die 1. Marine Division dort ab und alle Truppenteile der Americal Division verlegten nach Bougainville. In der Kaiserin-Augusta-Bucht übernahm sie die Sicherung des Brückenkopfes. Dazu wurden Patrouillen entlang des Torokina-Flusses und des Ost-West-Pfades geschickt, die nach feindlichen japanischen Aktivitäten Ausschau hielten. Nördlich der Torokinamündung gerieten sie in heftige Kämpfe. Daher erarbeitete die Führung Ende Januar Pläne zu einer Offensive, um das Mündungsgebiet ostwärts zu erobern. Die Schützeneinheiten des 132. Infanterieregiments kamen trotz Panzerunterstützung auf ihrem Vorstoß unter starkes Feuer. Da die Panzer oben geschlossen waren, waren sie kaum im Stande, die feindlichen Positionen auszumachen. Ein Sergeant der Einheit leitete sie unter Vernachlässigung seiner eigenen Sicherung nah an die japanischen Unterstände, so dass die Amerikaner letztendlich ausbrechen konnten.

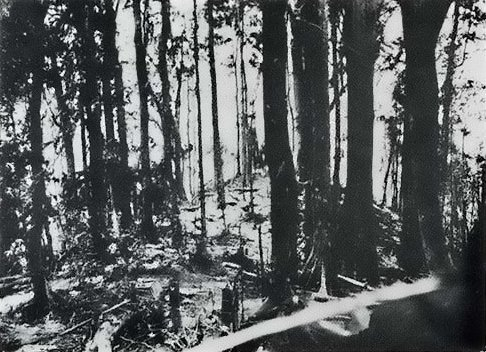
Der Dschungel an der Höhe 260 auf Bougainville

Im Verlauf des Folgemonats konnten die Soldaten immer weiter in das japanisch besetzte Gebiet vordringen. Zudem wurden weitere feindliche Stellungen weit im Osten ausgespäht, um die japanische Stärke zu erkunden. Am frühen Morgen des 8. März begannen die Japaner mit heftigem Artilleriebeschuss der amerikanischen Stellungen. Damit begann ein einmonatiger Kampf um die strategische Höhe 260 am Torokina-Fluss. Nach langer Belagerung konnten die Amerikaner die Position nicht mehr halten. Nach einem kurzen Rückzug begannen sie aber wieder, in Richtung der Höhe 260 vorzudringen. Am Folgetag versuchte die F-Kompanie, die Japaner im Nahkampf zu bezwingen. Nach schweren Gefechten zogen sich die Japaner zurück, beschossen aber die Hauptlinien der Division weiterhin mit ihrer Artillerie. Welle für Welle versuchten die Japaner durch die US-Linien zu brechen. Die Kämpfe dauerten einige Tage. Erst am 28. März gelang der Americal Division die Rückeroberung des Hügels.
Das Kommando über die Division wechselte am 1. April von General Hodge auf General Robert B. McClure. Aufklärungspatrouillen sicherten das Gebiet um den Torokina und bis Ende Mai war das amerikanisch kontrollierte Gebiet bis zum Vulkan Bagana ausgedehnt worden. Dort errichtete die Division eine starke Verteidigungslinie.
Das nächste Ziel war das Zurückdrängen der Japaner an die Küste. Mit zunehmender Erfahrung im Dschungelkampf errangen die vordringenden Infanteristen der Americal Division unter den Japanern einen gefürchteten Ruf als harte, unnachgiebige Kämpfer.
Im November verlegte die 3. Australische Division nach Bougainville und löste die Americal Division ab. Gleichzeitig wechselte das Kommando der Division von General McClure auf Brigadegeneral William H. Arnold. Er begann umgehend mit den Vorbereitungen für die nächste Einsatzstation der Division während des amerikanischen Island Hopping (Inselspringen) im Pazifik.

### Philippinen
Anfang Januar 1945 verließ die erste Abteilung der Americal Division Bougainville mit Kurs auf die Philippinen. Schon am 19. Oktober des Vorjahres waren dort die ersten amerikanischen Einheiten der 6. US-Armee gelandet und die Schlacht um Leyte entbrannte. Zwar besaßen die USA die Seeherrschaft, da sie die Japaner in der See- und Luftschlacht im Golf von Leyte entscheidend geschlagen hatten, aber die Landungstruppen waren immer wieder hartnäckigen Luftattacken, auch von Kamikazefliegern, ausgesetzt. Am 9. Januar startete die Operation Mike I mit den Landungen im Norden der Philippinen auf Luzon im Golf von Lingayen.

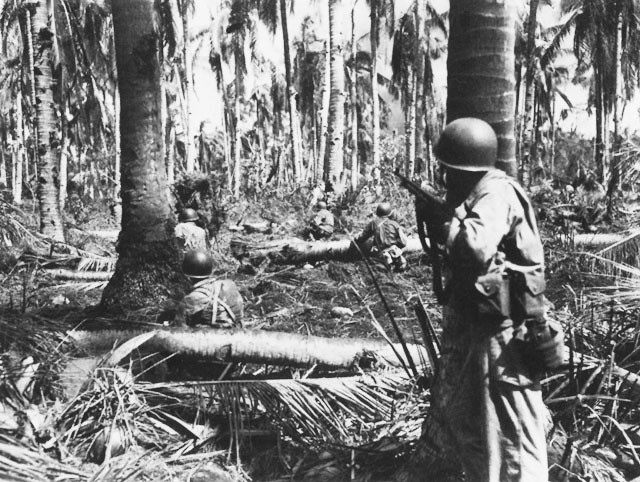
US-Infanteristen pirschen sich auf Leyte an ein japanisches Maschinengewehrnest heran

Die ersten Abteilungen der Americal Division trafen am 21. Januar auf Leyte ein und wurden dem X. Korps unterstellt. Die Soldaten der 164. Regimentskampfgruppe hatten auch hier wieder die schwierige Aufgabe, japanische Stellungen auszumachen und zu bekämpfen. Als Ablösung von Truppenteilen des XXIV. Korps standen sie den Japanern auf der Linie Jaro – Valencia – Palompon gegenüber, um sie nach Norden in Richtung Villaba zu drängen. Andere Truppenteile der Division rückten zusammen mit philippinischen Soldaten, die ihnen zugeteilt worden waren, von Nordosten an, um den Druck auf die Japaner zu erhöhen. Der Plan sah einen sich langsam zuziehenden Ring um die japanischen Stellungen vor, die sich auf Hügeln im Ormoc-Valencia-Tal besonders stark konzentrierten.
Am 12. Februar begann die eigentliche Schlacht mit der Säuberung der den Bataillonen jeweils zugeteilten Sektoren. Bis zum 14. Februar zählten die Amerikaner 288 japanische Tote. Gegen Ende des Monats hatte sich der Ring um die Japaner geschlossen. Nach teils schweren Kämpfen starben insgesamt rund 3.500 Japaner und 68 gingen in amerikanische Gefangenschaft.
Weitere Einsätze auf den Philippinen führten Einheiten der Americal Division nach Samar. Dort sollten sie die amerikanischen Transportschiffe in der San-Bernardino-Straße schützen und die Balicuatro- und Nornajo-Inseln säubern. Dieser Einsatz konnte am 6. März erfolgreich beendet werden, obwohl in heftigem tropischem Regen und stickiger Luft gegen unablässig kämpfende Japaner vorgegangen werden musste.
Im April befand sich fast die komplette Division auf Cebu, während kleinere Abteilungen auf der Insel Bohol und Negros Oriental kämpften. Die Inseln wurden bis zum 24. Juni von japanischen Guerilleros befreit. Am 14. August erfolgte die Bekanntgabe des Kriegsendes und am Folgetag stellten alle amerikanischen Truppen auf den Philippinen die Kampfhandlungen ein.
Die Americal Division verließ Cebu am 1. September in Richtung der japanischen Hauptinseln, um dort an der Besetzung teilzunehmen. Ab dem 10. September übernahm sie das Gebiet bei Yokohama-Kawasaki-Yokosuka. Sie blieben dort bis Ende Oktober und wurden dann von der 1. US Cavalry Division abgelöst.
Im Rahmen der Operation Magic Carpet landeten die ersten Truppenteile der Americal Division am 19. November in Seattle. Die komplette Division war am Ende der ersten Dezemberwoche zurück in den Staaten, wo die Americal Division am 12. Dezember offiziell außer Dienst gestellt wurde.

## Panama
Nach dem Ende des Koreakriegs aktivierte General Matthew Ridgway, der 1953 Chief of Staff of the Army geworden war, einige Divisionen, um das Kräfteverhältnis von 22 aktiven Divisionen aufrechtzuerhalten. So stimmte das Verteidigungsministerium Ende 1954 auch der Reaktivierung der nun als 23. US-Infanteriedivision bezeichneten Einheit zu, die in der Panamakanalzone im Fort Amador ihr Hauptquartier aufschlug. Der Einsatz der Americal Division dauerte bis zum 10. April 1956. Danach erfolgte unmittelbar die Deaktivierung.

## Vietnam
Im Februar 1967 stellte General William C. Westmoreland, der Oberbefehlshaber der amerikanischen Streitkräfte in Vietnam, eine Planungsgruppe für eine Armeeeinsatzgruppe zur Entsendung in das Operationsgebiet des I. Korps auf. Diese Planungsgruppe unter dem Kommando von Major General William B. Rosson organisierte eine brigadenübergreifende Einsatzgruppe, die aus Elementen der 196. Leichten Infanteriebrigade, der 1. Brigade der 101. US-Luftlandedivision und der 3. Brigade der 25. Infanteriedivision (später 4. Infanteriedivision) bestand.

### Einsatzgruppe Oregon

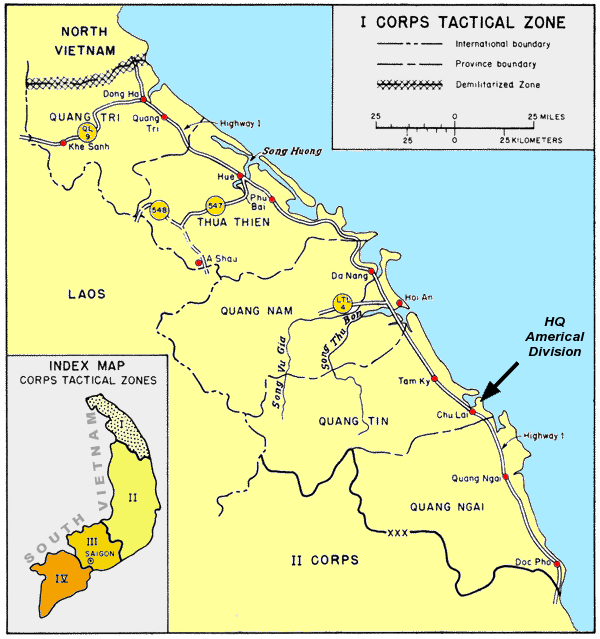
Die taktische Zone des I. Korps im nördlichen Südvietnam

Die Einsatzgruppe Oregon, wie sie genannt wurde, begann ihre Einsätze am 20. April 1967, als Truppen der 196. Leichten Infanteriebrigade auf dem Flugfeld von Chu Lai landeten und mit der Aufklärungsarbeit rund um das Gelände begannen. Kurz darauf landeten auch die restlichen Einheiten dort. Die 3. Brigade der 4. Infanteriedivision startete Such- und Zerstörungsoperationen in der Quảng Ngãi Provinz. Die 1. Brigade der 101. US-Luftlandedivision landete im Mai bei Duc Pho und begann westlich im Dschungelgebiet mit ihren Operationen.
Die frühen Einsätze der Einsatzgruppe Oregon waren die Operationen Malheur I und Malheur II, Hood River, Benton und Cook. Am 11. September begann die Operation Wheeler gegen Einheiten der 2. Nordvietnamesischen Armeedivision nordwestlich von Chu Lai.

### Reorganisation und Neugründung
Das Kommando wechselte am 22. September zu General Major Samuel W. Koster und drei Tage später wurde die Einsatzgruppe in die Americal Division umbenannt. Sie bestand aus der 196., der 198. und der 11. Leichten Infanteriebrigade, wobei die beiden letzten Brigaden noch in den USA trainierten. Die Americal war zu dieser Zeit die siebte amerikanische Division, die im Vietnamkrieg eingesetzt war.

### Einsätze in Vietnam

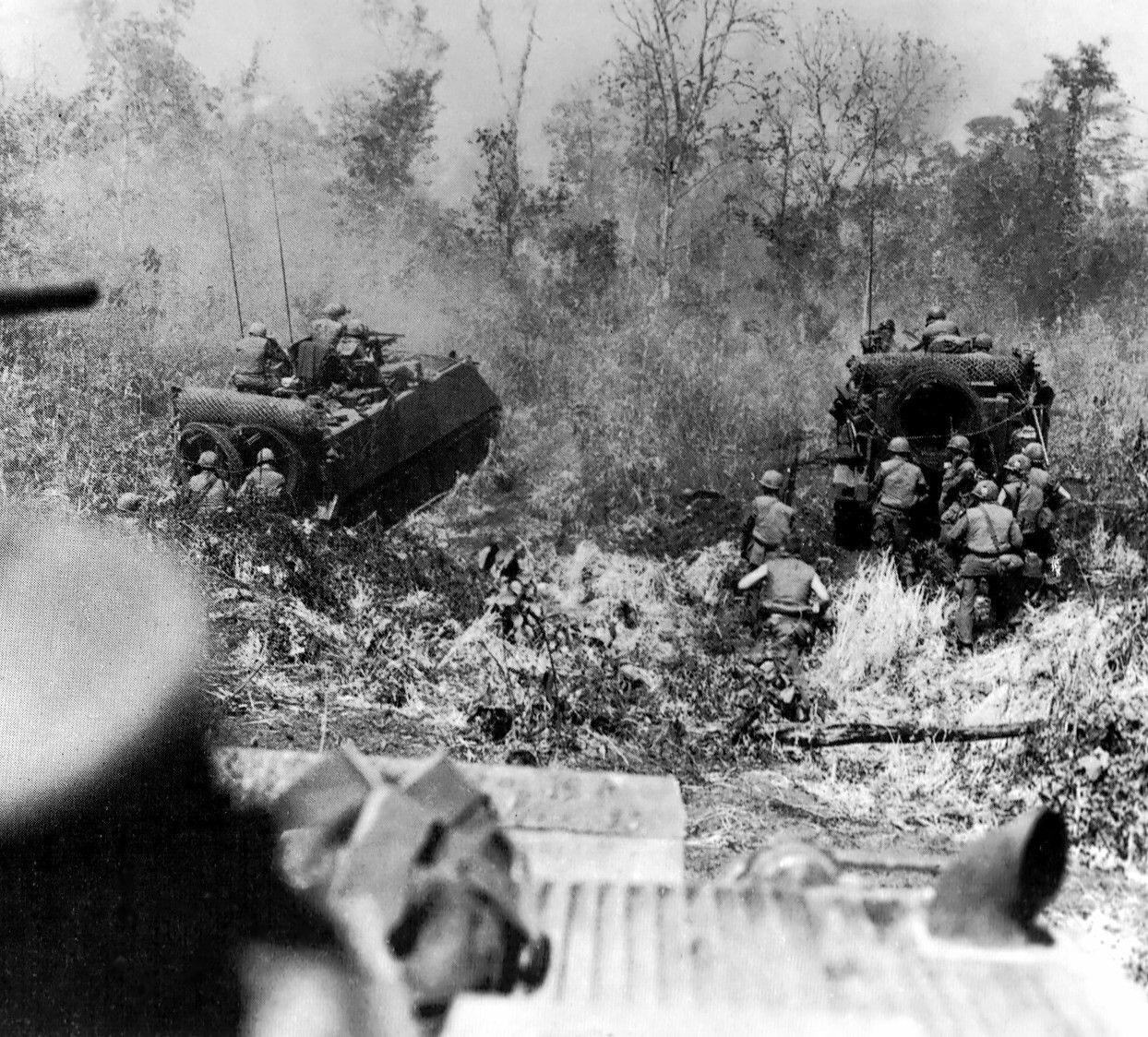
Americal Division in Tam Ky – März 1968

Im Verlauf der Operation Wheeler bekam die Americal Division am 4. Oktober Unterstützung von der 3. Brigade der 1. Luftkavalleriedivision, die die Operation Wallowa im Nordsektor der Operation startete. Beide Operationen wurden am 11. November zusammengeführt und der 196. Brigade unterstellt. Die 11. Leichte Infanteriebrigade stieß am 20. Dezember zur Division und begann bei Duc Pho ihr Trainingsprogramm für den Dschungelkampf. Sicherungs- und Kampfoperationen von 1967 bis 1968 im Gebiet bei Duc Pho machten die Soldaten der Brigade als die „Jungle Warriors“ bekannt. Besonders die Operation Muscatine, eine bataillonsübergreifende Aktion im nördlichen Distrikt der Quảng Ngãi Provinz, die am 2. Januar 1968 begann, unterstrich deren Ruf. Im Februar wurden einige spezielle Einsatzgruppen gebildet. Die Gruppe Barker konnte bis zum April Kämpfer der Nationalen Front für die Befreiung Südvietnams, umgangssprachlich meist Vietkong genannt, aus einer seit 20 Jahren gehaltenen starken Stellung vertreiben. Die Gruppe Miracle, die während der Tet-Offensive aufgestellt wurde, unterstützte die Marines im viertägigen Kampf um Đà Nẵng.

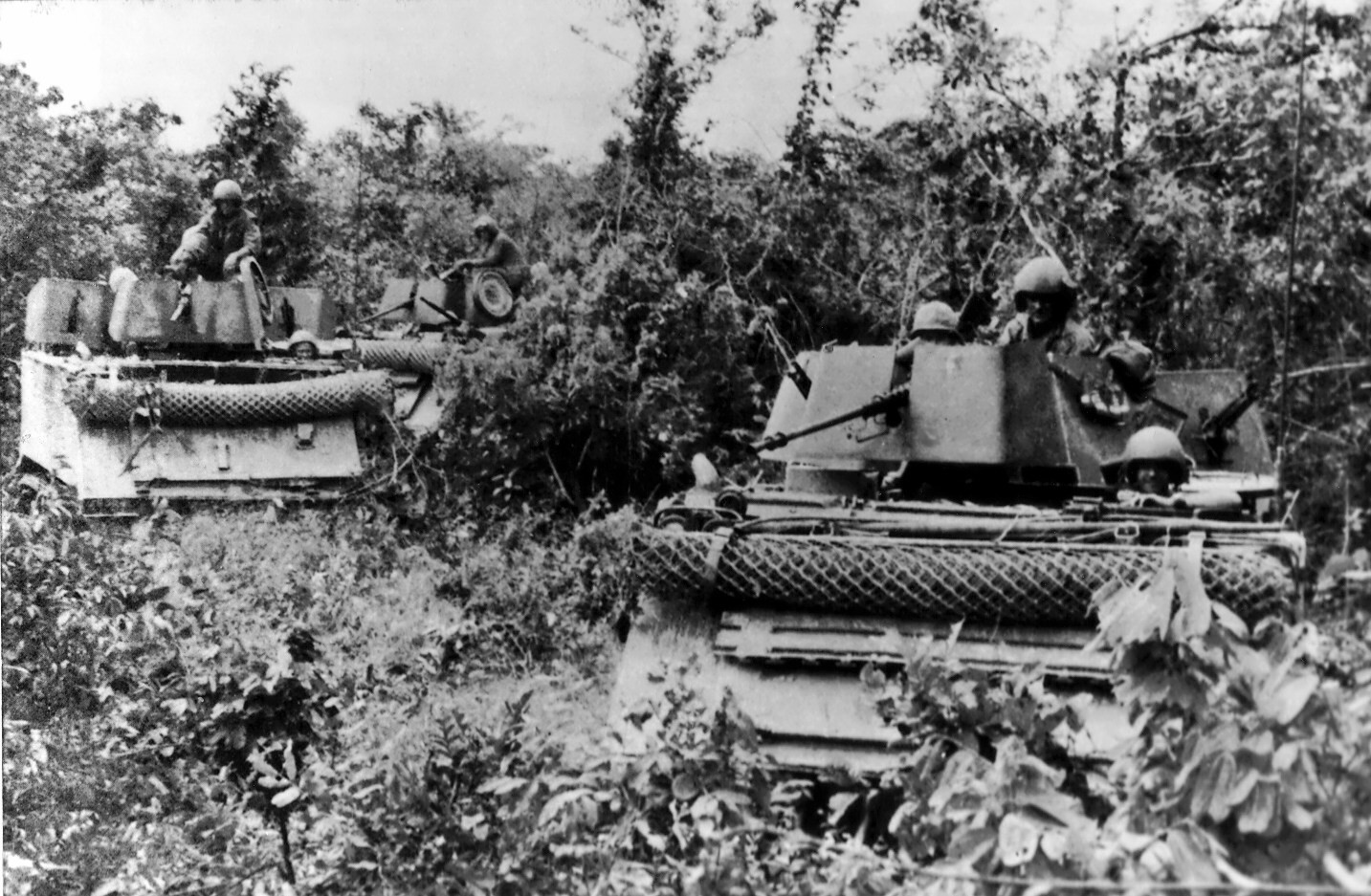
Americal Division mit Panzerwagen in Tam Ky

Die Americal Division nahm während ihrer Stationierungszeit auch am Befriedungsprogramm teil, das von der vietnamesischen Regierung für die Bevölkerung ausgearbeitet worden war. Das Programm sah die Unterstützung der Vietnamesen in medizinischer und nahrungstechnischer Hinsicht vor. Weiterhin sollten Übergriffe der Vietkong-Kämpfer auf die Zivilbevölkerung unterbunden werden.
Dabei kam es am 16. März zum Massaker von My Lai, als eine Gruppe Soldaten der 11. Infanteriebrigade das kleine Dorf My Lai südlich der entmilitarisierten Zone einnehmen sollten, deren Bewohner als potenzielle Unterstützer des Vietcong galten, und dort eine große Zahl von Zivilisten tötete.
Weitere Kampfeinsätze waren die Operation Norfolk Victory in den Bergen nördlich von Quang Ngai und die Operation Burlington Trail im Norden von Chu Lai zur Öffnung der Straße zwischen Tam Ky nach Tien Phuoc. Die Straße wurde dann vom 39. Pionierkorps ausgebaut.
Am 23. Juni übernahm Major General Charles M. Gettys das Divisionskommando von Brigadegeneral George H. Young, Jr.
Bei den heftigen Kämpfen vom 25. bis zum 27. August zwischen Einheiten der Americal Division und Soldaten der 2. Nordvietnamesischen Armee (NVA) sieben Kilometer westlich von Tam Ky starben 548 Vietkong-Kämpfer. Weitere 442 starben im September bei der versuchten Sturmattacke auf Quang Ngai, deren Pläne durch den amerikanischen Geheimdienst aufgedeckt worden waren.
Anfang September begann die Operation Champaign Grove zur Verhinderung von nordvietnamesischen Übergriffen auf die Camps der Zivilbevölkerung bei Ha Thanh. Bei einem Zusammenstoß mit NVA-Soldaten sieben Kilometer südwestlich von Quang Ngai fiel der Americal Division ein großes nordvietnamesisches Waffendepot in die Hände. In der zweimonatigen Operation Golden Fleece halfen Soldaten der Americal Division den vietnamesischen Bauern bei der Reisernte. Insgesamt wurden etwa 3.200 Tonnen Reis eingebracht. Weitere 9 t konnten bei kleineren Scharmützeln im Oktober den Nordvietnamesen abgenommen werden.
Im November endeten die beiden langlaufenden Operationen Wheeler/Wallowa und Burlington Trail. Während des Jahres starben bei Burlington Trail insgesamt 10.020 nordvietnamesische Kämpfer. 2.053 Waffen wurden beschlagnahmt.
In der bergigen Region südwestlich von Quang Ngai enttarnten Truppen der Amerival Division ab November in der Operation Vernon Lake II 81 NVA-Basislager und drei medizinische Versorgungsstationen. Bei der dreimonatigen Aktion starben 455 NVA-Soldaten. Zur Unterstützung lag die New Jersey im Operationsbereich der Division und zerstörte mit ihrer Schiffsartillerie 122 NVA-Gebäude, 55 Bunker und 32 Kampfunterstände.

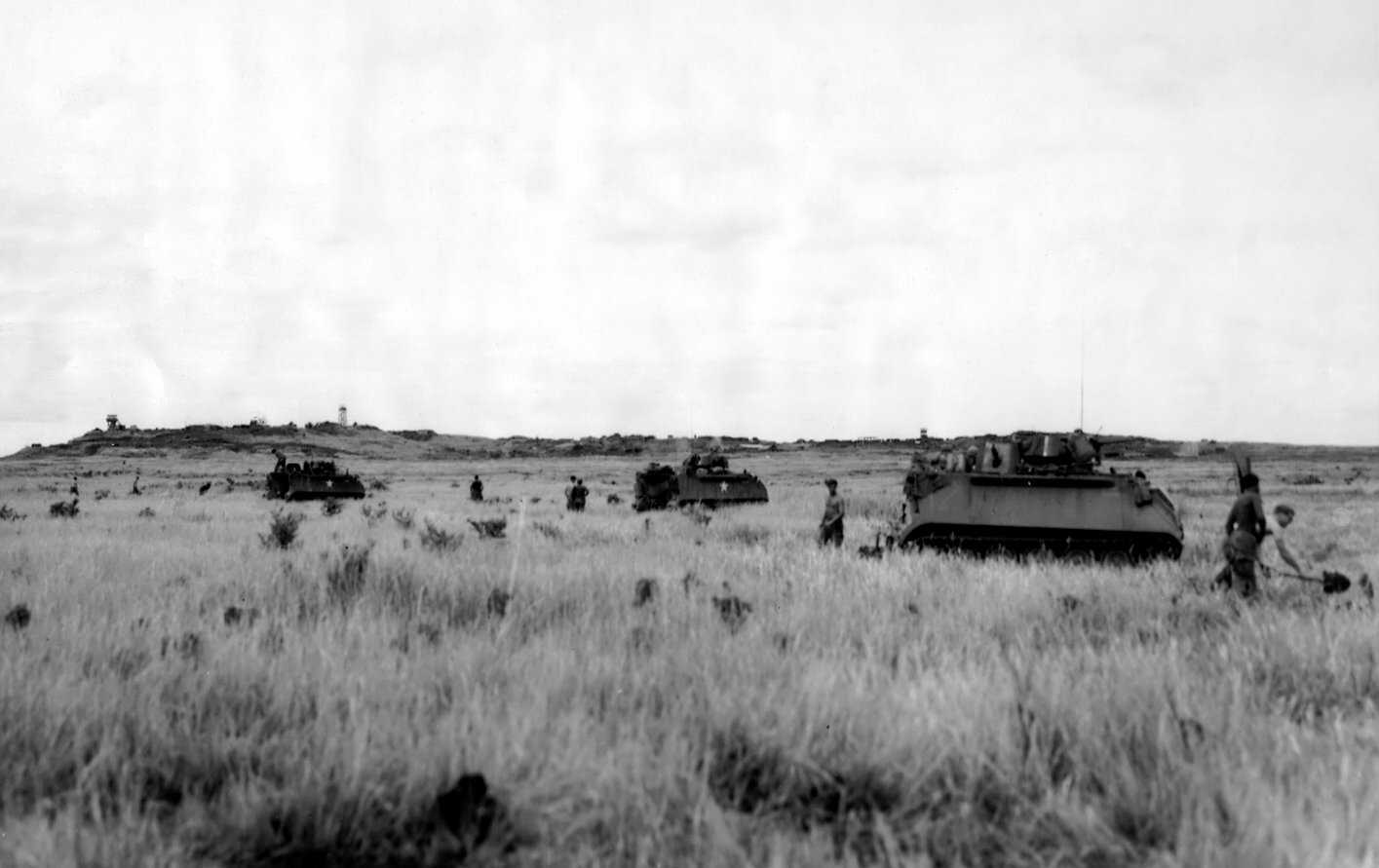
Ein Infanteriebataillon gräbt sich für die nächtliche Verteidigung auf offenem Gelände ein – Vietnam 1968

Die Befriedungsmission Operation Hardin Falls, die im Dezember gestartet wurde und bis Ende Februar 1969 dauerte, fand zur Unterstützung von vietnamesischen Regierungstruppen im Gebiet des Thang Binh Distrikts statt. Sechs kleinere Dörfer wurden nach nordvietnamesischen Kämpfern durchsucht. Die gleichzeitige Operation Fayette Canyon fand nordwestlich von Tam Ky statt. Bei der Zerstörung von Bunkern und Stellungen kamen 327 NVA-Soldaten ums Leben.
Im Februar riegelten Einheiten der Americal Division die Halbinsel Russell Beach vom Festland ab und begannen mit deren Säuberung. Dabei töteten sie mehr als 210 NVA-Kämpfer und es fielen ihnen 15,5 t Speisesalz, zwei Tonnen Getreide, 13 t Reis und 59 leichte, sowie sechs schwere Waffen in die Hände. Ende Februar waren fast 12.000 zivile Vietnamesen von der Halbinsel in ein Auffanglager bei der Stadt Quang Ngai umgesiedelt. Nach dem vietnamesischen Neujahrsfest begann die NVA mit schwerem koordinierten Mörser- und Raketenbeschuss auf Stellungen im gesamten Einsatzgebiet der Americal Division.
Ab März bekam jedes Einsatzgebiet der einzelnen Brigaden einen separaten Kodenamen zugeteilt und drei größere Operationen wurden im nördlichen Divisionssektor gestartet: Operation Frederick Hill, Operation Geneva Park und die Operation Iron Mountain. Mitte Mai wurde die 1. Brigade der 101. US-Luftlandedivision unter das Kampfkommando der Americal Division gestellt. Sie sollte der 196. Brigade bei der Bekämpfung der kommunistischen Unterwanderung in deren Einsatzgebiet helfen. Die Operation Lamar Plain begann Mitte des Monats. Innerhalb von zwei Wochen gelang den US-Einheiten die Säuberung der Gegend um die amerikanischen Landezonen westlich von Tam Ky. Allerdings dauerte es weitere drei Monate, bis die NVA sich vollständig zurückzog und die Operation beendet werden konnte.
Ein weiterer Kommandowechsel vollzog sich am 1. Juni 1969, als Major General Lloyd B. Ramsey an die Stelle von Major General Gettys trat. Kurz darauf schlug die Infanterie eine schwere Attacke auf die Landungszone Ost zurück, die etwa 18 Kilometer westlich von Tam Ky lag.
Während des Sommers begann auch der Wandel der amerikanischen Kriegspolitik hin zur „Vietnamisierung“. Dies bedeutete weiträumige Truppenverlegungen innerhalb des Landes und zunehmenden Truppenabzug zurück in die USA. Auch die Americal Division war davon betroffen. Sofort erhöhte die NVA ihren Druck auf die amerikanischen Stellungen südlich der entmilitarisierten Zone. Zunehmend attackierten die NVA-Einheiten die Auffanglager, Flugbasen und Artilleriestellungen der Division. Im August weiteten sich die Kämpfe auf das Que-Son- und Hiep-Duc-Tal aus, bei denen mehr als 410 NVA-Kämpfer getötet wurden. Obwohl die Vietkong der 2. NVA-Division mit schweren automatischen Waffen ausgerüstet waren, begannen Hubschrauber der Americal Division das Kampfgebiet mit Nachschub und Entsatzeinheiten zu versorgen. Dabei wurde am 19. August eine Maschine über dem Hügel 102 abgeschossen. Acht Soldaten verloren dabei ihr Leben. Um die Leichen zu bergen, versuchten sich Männer des 3. Bataillons des 21. Infanterieregiments eine Woche lang zur Absturzstelle durchzuschlagen. Sie lagen fast ununterbrochen im Dauerfeuer der NVA.
In diesem Zusammenhang berichtete PFC (Private First Class, deutsch: Obergefreiter) Barry Daniels, ein Kampfbeteiligter der C-Kompanie des 3. Bataillons der 21. Infanterie:

“It was hell out there. The NVA were all over the place with weapons and packs. We couldn’t move 100 meters without being attacked.”

„Es war die Hölle dort draußen. Die NVA war einfach überall mit ihren Waffen und Schnellfeuergewehren. Wir konnten uns keine 100 Meter weit bewegen, ohne angegriffen zu werden.“

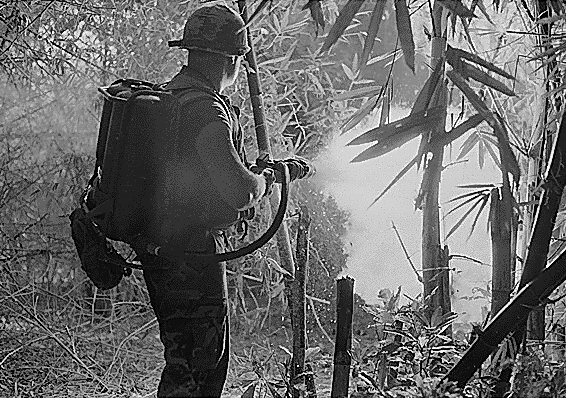
Einsatz eines Flammenwerfers im Dschungel bei Đà Nẵng

Hügel 102 konnte am 24. August genommen werden. Die beiden Täler wurden von wiederholten schweren amerikanischen Luftangriffen getroffen, die den dortigen NVA-Bunkeranlagen galten. Erst gegen Ende August zogen sich die Vietkongkämpfer in Richtung Norden zurück. Sie hatten bei den Kämpfen mehr als 1.000 Männer verloren, während die US-Einheiten fast verlustfrei geblieben waren.
Die 1970er Jahre begannen für die Americal Division mit wiederholten NVA-Angriffen auf ihre Stellungen. Die Gegenattacke wurde am 13. Januar 1970 gestartet. Die Vietkong-Stellungen in einem Wald nahe Tam Ky konnten schnell eingenommen werden. Rund 700 NVA-Soldaten starben dabei. Im März strandete Major General Lloyd Ramsey bei einem Helikopterabsturz im dichten Dschungel, bei dem zwei Soldaten ums Leben kamen. Der verletzte Ramsey konnte schon nach einigen Stunden gerettet werden, musste jedoch am 22. März das Kommando an Major General Albert E. Milloy abgeben.
Im Frühsommer gelang es Soldaten der 11. Infanteriebrigade nach fast neuntägiger Suche ein großes Reislager der NVA 17 Kilometer nördlich von Duc Pho auszumachen und etwa 44 Tonnen zu beschlagnahmen.
Im November 1971 begann mit der Abzug der 198. Leichten und der 11. Infanteriebrigade die Deaktivierung der Americal Division. Die 196. Brigade blieb als separate Einheit bis Ende Juni 1972 in Vietnam. Sie war die letzte große Kampfeinheit, die aus Vietnam abgezogen wurde. Das 3. Bataillon der 21. Infanterie verließ als letztes Kampfbataillon am 23. August das Land.
Die späteren Generale H. Norman Schwarzkopf und Colin Powell dienten während des Vietnameinsatzes in der Division.

## Kommandeure

### Zweiter Weltkrieg
1. Mai bis Dezember 1942 – Major General Alexander M. Patch
2. Januar bis Mai 1943 – Brigadier General Edmund Sebree
3. Mai 1943 bis April 1944 – Major General John R. Hodge
4. April bis Oktober 1944 – Major General Robert B. McClure
5. November 1944 – Major General William H. Arnold (für die Außerdienststellung)

### Vietnam
1. Ab 22. September 1967 – Major General Samuel W. Koster
2. Ab 23. Juni 1968 – Major General Charles M. Gettys
3. Ab 1. Juni 1969 – Major General Lloyd B. Ramsey
4. Ab 22. März 1970 – Major General Albert E. Milloy
5. Ab November 1970 – Major General James L. Baldwin
6. Ab Juli 1971 – Major General Frederick J. Kroesen